# یانشاق‌بینه
یانشاق‌بینه (به لاتین: Yanşaqbinə) یک تقسیمات کشوری در جمهوری آذربایجان است که در شهرستان کلبجر واقع شده‌است.